# Mistrzostwa Świata w Kolarstwie Torowym 1936
39. Mistrzostwa Świata w Kolarstwie Torowym odbyły się w dniach 18 sierpnia–6 września 1936 w szwajcarskim Zurychu. Rozegrano trzy konkurencje: sprint amatorów i zawodowców oraz wyścig ze startu zatrzymanego zawodowców.

## Medaliści

### Mężczyźni
| Konkurencja                              | Złoto          | Srebro            | Brąz           |
| ---------------------------------------- | -------------- | ----------------- | -------------- |
| Sprint indywidualny amatorów             | Arie van Vliet | Pierre Georget    | Henri Collard  |
| Sprint indywidualny zawodowców           | Jef Scherens   | Louis Gérardin    | Albert Richter |
| Wyścig ze startu zatrzymanego zawodowców | André Raynaud  | Charles Lacquehay | Georges Ronsse |

## Klasyfikacja medalowa
| Miejsce | Państwo    |   |   |   | Razem |
| ------- | ---------- | - | - | - | ----- |
| 1.      | Francja    | 1 | 3 | 0 | 4     |
| 2.      | Belgia     | 1 | 0 | 2 | 3     |
| 3.      | Holandia   | 1 | 0 | 0 | 1     |
| 4.      | III Rzesza | 0 | 0 | 1 | 1     |